# Paraguay az 1984. évi nyári olimpiai játékokon
Paraguay az egyesült államokbeli Los Angelesben megrendezett 1984. évi nyári olimpiai játékok egyik részt vevő nemzete volt. Az országot az olimpián 4 sportágban 14 sportoló képviselte, akik érmet nem szereztek.

## Atlétika
Férfi
| Versenyző           | Versenyszám    | Előfutam         | Előfutam         | Előfutam         | Negyeddöntő | Negyeddöntő | Negyeddöntő | Elődöntő | Elődöntő | Elődöntő | Döntő   | Döntő    |
| Versenyző           | Versenyszám    | Idő              | Hely.            | Össz.            | Idő         | Hely.       | Össz.       | Idő      | Hely.    | Össz.    | Idő     | Helyezés |
| ------------------- | -------------- | ---------------- | ---------------- | ---------------- | ----------- | ----------- | ----------- | -------- | -------- | -------- | ------- | -------- |
| Francisco Figueredo | 800 m          | 1:52,22          | 7.               | 48.              | kiesett     | kiesett     | kiesett     | kiesett  | kiesett  | kiesett  | kiesett | kiesett  |
| Francisco Figueredo | 1500 m         | nem állt rajthoz | nem állt rajthoz | nem állt rajthoz |             |             |             | kiesett  | kiesett  | kiesett  | kiesett | kiesett  |
| Ramón López         | 5000 m         | 15:15,64         | 13.              | 49.              |             |             |             | kiesett  | kiesett  | kiesett  | kiesett | kiesett  |
| Ramón López         | 10 000 m       | nem ért célba    | nem ért célba    | nem ért célba    |             |             |             |          |          |          | kiesett | kiesett  |
| Ramón López         | 3000 m akadály | 9:36,36          | 12.              | 34.              |             |             |             | kiesett  | kiesett  | kiesett  | kiesett | kiesett  |
| Nicolás Chaparro    | 110 m gát      | 15,51            | 6.               | 23.              |             |             |             | kiesett  | kiesett  | kiesett  | kiesett | kiesett  |
| Nicolás Chaparro    | 400 m gát      | 56,98            | 8.               | 44.              |             |             |             | kiesett  | kiesett  | kiesett  | kiesett | kiesett  |

| Versenyző    | Versenyszám | Selejtező | Selejtező | Döntő    | Döntő    |
| Versenyző    | Versenyszám | Eredmény  | Helyezés  | Eredmény | Helyezés |
| ------------ | ----------- | --------- | --------- | -------- | -------- |
| Oscar Diesel | Távolugrás  | 678 cm    | 28.       | kiesett  | kiesett  |
| Oscar Diesel | Hármasugrás | 14,19 m   | 28.       | kiesett  | kiesett  |

| Versenyző         | Versenyszám | 100 m | 100 m | Távolugrás | Távolugrás | Súlylökés | Súlylökés | Magasugrás | Magasugrás | 400 m | 400 m | 110 m gát | 110 m gát | Diszkoszvetés | Diszkoszvetés | Rúdugrás | Rúdugrás | Gerelyhajítás | Gerelyhajítás | 1500 m        | 1500 m | Végeredmény | Végeredmény |
| Versenyző         | Versenyszám | Idő   | Pont  | Eredmény   | Pont       | Eredmény  | Pont      | Eredmény   | Pont       | Idő   | Pont  | Idő       | Pont      | Eredmény      | Pont          | Eredmény | Pont     | Eredmény      | Pont          | Idő           | Pont   | Pont        | Helyezés    |
| ----------------- | ----------- | ----- | ----- | ---------- | ---------- | --------- | --------- | ---------- | ---------- | ----- | ----- | --------- | --------- | ------------- | ------------- | -------- | -------- | ------------- | ------------- | ------------- | ------ | ----------- | ----------- |
| Claudio Escauriza | Tízpróba    | 11,66 | 652   | 651 cm     | 717        | 14,10 m   | 734       | 182 cm     | 698        | 53,06 | 676   | 17,51     | 619       | 47,76 m       | 832           | 400 cm   | 807      | 64,16 m       | 811           | nem ért célba | 0      | 6546        | 22.         |

## Cselgáncs
| Versenyző   | Versenyszám | Csoport | Selejtező         | 32-es főtábla            | Nyolcaddöntő      | Negyeddöntő       | Elődöntő          | Vigaszág nyolcaddöntő | Vigaszág negyeddöntő | Vigaszág elődöntő | Bronz- mérkőzés   | Döntő             | Helyezés |
| Versenyző   | Versenyszám | Csoport | Ellenfél Eredmény | Ellenfél Eredmény        | Ellenfél Eredmény | Ellenfél Eredmény | Ellenfél Eredmény | Ellenfél Eredmény     | Ellenfél Eredmény    | Ellenfél Eredmény | Ellenfél Eredmény | Ellenfél Eredmény | Helyezés |
| ----------- | ----------- | ------- | ----------------- | ------------------------ | ----------------- | ----------------- | ----------------- | --------------------- | -------------------- | ----------------- | ----------------- | ----------------- | -------- |
| Max Narváez | Harmatsúly  | A       | erőnyerő          | Marc Alexandre (FRA) · V | kiesett           | kiesett           | kiesett           |                       |                      |                   |                   |                   | 20.      |

## Ökölvívás
RSC – a mérkőzésvezető megállította a mérkőzést
| Versenyző          | Versenyszám   | Selejtező         | 32-es főtábla             | Nyolcaddöntő            | Negyeddöntő       | Elődöntő          | Döntő             | Helyezés |
| Versenyző          | Versenyszám   | Ellenfél Eredmény | Ellenfél Eredmény         | Ellenfél Eredmény       | Ellenfél Eredmény | Ellenfél Eredmény | Ellenfél Eredmény | Helyezés |
| ------------------ | ------------- | ----------------- | ------------------------- | ----------------------- | ----------------- | ----------------- | ----------------- | -------- |
| Oppe Pinto         | Légsúly       |                   | Andre Seymour (BAH) · 5:0 | Peter Ayesu (MAW) · 0:5 | kiesett           | kiesett           | kiesett           | 9.       |
| Perfecto Bobadilla | Nagyváltósúly | erőnyerő          | Gustavo Ollo (ARG) · 0:5  | kiesett                 | kiesett           | kiesett           | kiesett           | 17.      |

## Sportlövészet
Férfi
| Versenyző      | Versenyszám          | Pont | Helyezés |
| -------------- | -------------------- | ---- | -------- |
| William Wilka  | Gyorstüzelő pisztoly | 560  | 46.      |
| Alfredo Coello | Gyorstüzelő pisztoly | 522  | 54.      |

Nyílt
| Versenyző         | Versenyszám | Pont | Helyezés |
| ----------------- | ----------- | ---- | -------- |
| Olegario Farrés   | Trap        | 144  | 67.      |
| Osvaldo Farrés    | Trap        | 134  | 68.      |
| Vicente Bergues   | Skeet       | 168  | 61.      |
| Ricardo Tellechea | Skeet       | 146  | 67.      |